# Andrzej Gasztołd
Andrzej Gasztołd (ur. 1342, zm. 1408) – starosta wileński od 1387, starosta krewski od 1398. Ojciec Jana Gasztołda, syn Piotra Gasztołda, wnuk Grumpisa Gasztołda.
W 1401 roku był sygnatariuszem unii wileńsko-radomskiej.